# Pierre Devaux (1901-1966)
Pour les articles homonymes, voir Devaux et Pierre Devaux.
Pierre Devaux, né le 18 février 1901 à Paris 9e et mort le 14 juin 1966 à Paris 13e, est un écrivain, auteur dramatique, journaliste, peintre et illustrateur français, connu pour avoir utilisé l'argot dans ses œuvres.
Il a été reporter sportif au Canard enchaîné et le créateur d'une rubrique « argot » dans Le Crapouillot (1939).

## Œuvres
- La Langue verte, texte et dessins, 1930
- L'Argot du milieu, 1935 et 1948; réédition augmentée de l'ouvrage de Jean Lacassagne de 1928
- Dictionnaire d'argot, en collaboration avec Jean Galtier-Boissière, in Les bas-fonds de Paris par Jacques Roberti et Harry Grey, 1939
- Le Petit Chaperon rouge, à la manière de..., 1942
- Hamlet (à la manière de), 1942
- Le Baron de Pigeollet revient des courses, 1942
- Les Dieux verts, nouvelle mythologie écrite en langue verte avec des illustrations de l'auteur, 1943
- La rue sans loi, 1944
- La Reine mère, 1945
- La Verte Hélène. Eaux-fortes et dessins de l'auteur, 1947
- Dictionnaire historique, étymologique et anecdotique d'argot, en collaboration avec Jean Galtier-Boissière, 1950
- Le Livre des darons sacrés, (La Bible en argot), 1960.

### Traductions
- Francis Carco, Jésus-la-Caille, 1939

## Théâtre
- 1938 : Le Coup de Trafalgar de Roger Vitrac, mise en scène Sylvain Itkine, Théâtre des Ambassadeurs